# Маслоуловитель
Маслоуловитель, в технике — устройство, отделяющее масло в потоке другого вещества (жидкости, газа).

## Двигатель внутреннего сгорания
В двигателе внутреннего сгорания маслоуловитель препятствует попаданию моторного масла через вентиляцию картера во впускной коллектор двигателя. Как правило, присутствует на любом двигателе. Существуют и отдельно поставляемые маслоуловители, которые могут быть установлены на двигатель для, как считается, улучшения его работы.

## Прочие применения
Маслоуловитель ставится за компрессором, чтобы исключить примесь масла в сжатом воздухе (или ином сжимаемом газе). Может быть совмещен с влагоотделителем, осушителем и т. п.